# Charles-André Seignobos
Pour les articles homonymes, voir Seignobos.

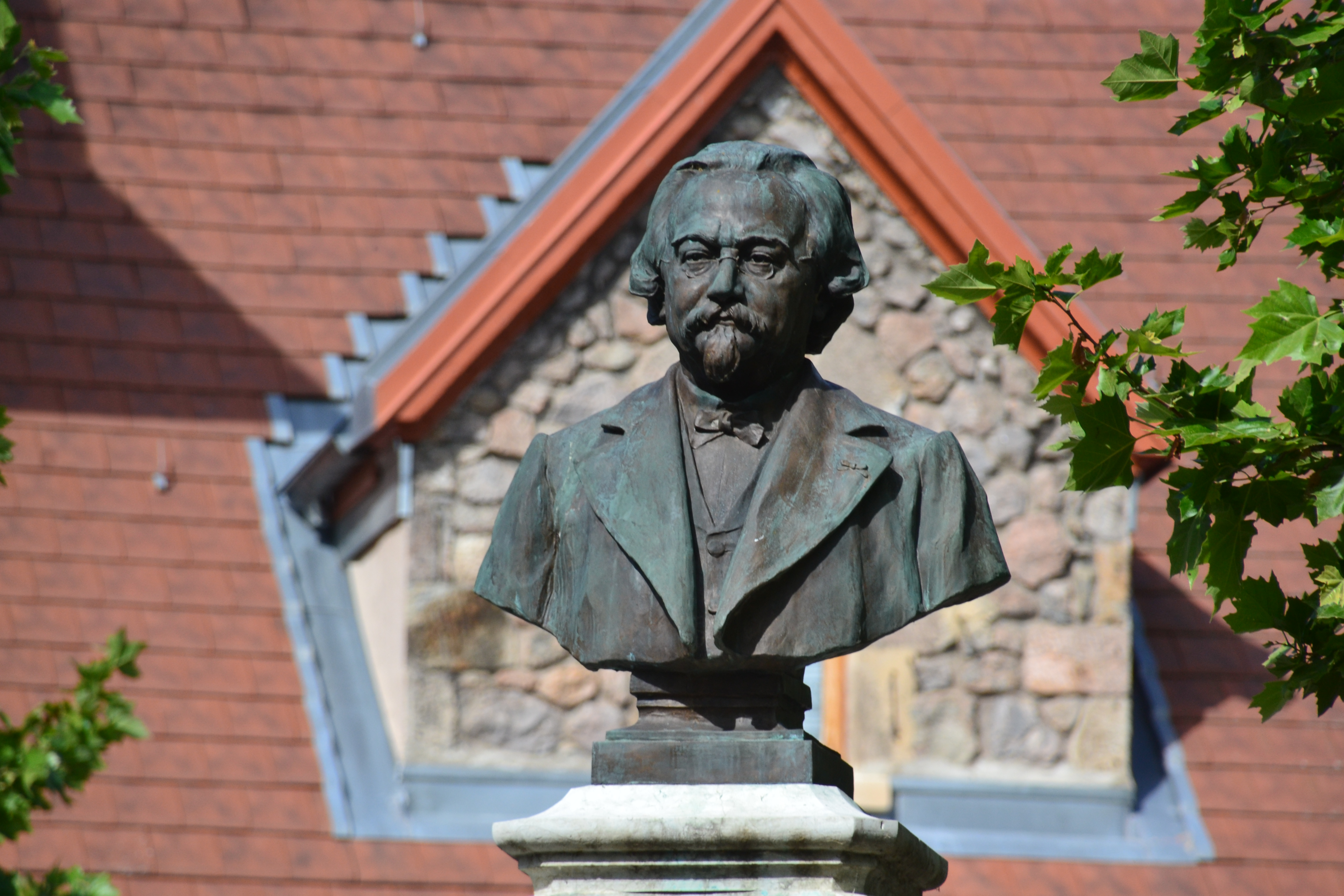

Charles-André Seignobos, né le 25 août 1822 à Empurany (Ardèche) et mort le 28 juin 1892 à Paris, est un homme politique français.
Avocat, il est conseiller général du canton de Lamastre de 1848 à 1892. Il est député de l'Ardèche de 1871 à 1881 et de 1890 à 1892, siégeant au centre-gauche. Il est l'un des 363 qui refusent la confiance au gouvernement de Broglie, le 16 mai 1877. Il est le père de l'historien Charles Seignobos.